# Suzanne Lilar
Baronessa Suzanne Lilar, nata Suzanne Verbist (Gand, 21 maggio 1901 – Bruxelles, 11 dicembre 1992), è stata una drammaturga, saggista e scrittrice belga, esponente di spicco della Letteratura belga del XX secolo. Sua figlia Françoise, vincitrice del Prix Femina, è anch'ella una scrittrice affermata di lingua francese.

## Biografia
Nasce a Gand, nelle Fiandre, da un capostazione e una insegnante elementare. Cresce e studia a Gand; nel 1919 s'iscrive alla Université per studiare Filosofia e Diritto: nel 1925 diventa la prima donna a laurearsi in Legge in quell'istituto. Durante i suoi studi partecipa a diversi seminari sulla poetessa del XIII secolo Hadewij d'Anversa, nota per la sua produzione velata di un misticismo profondo. Poi, dopo essersi sposata, si trasferisce ad Anversa; diventa la prima donna ad esercitare la professione di avvocato, insediandosi in un ufficio prestigioso.
Fallito il suo primo matrimonio, si sposa in seconde nozze con l'avvocato Albert Lilar, futuro Ministro per il Partito Liberale. Nel 1930 nasce la loro figlia Françoise, futura scrittrice e accademica di successo; nel 1934 arriva la seconda figlia Marie, futura storica dell'Arte. Morto il marito Albert nel 1976, Suzanne si trasferisce a Bruxelles, dove muore nel 1992.

## Opera
Femminista convinta, scrittrice destinata al successo, ricopre anche incarichi accademici di prestigio, come il posto all'Académie Royale de Langue et de Littérature Françaises, ottenuto nel 1956 e mantenuto sino al giorno della propria scomparsa - le è succeduta proprio la figlia Françoise. Quanto alla produzione, varia dalla prosa al teatro, pur avendo iniziato tutto da giornalista occupandosi della Spagna repubblicana per L'Indépendance belge.
Nel 1946 va in scena Le Burlador, la sua prima opera teatrale; si tratta di una rivisitazione del mito di Don Giovanni in chiave femminista, ricca di prospettiva e analisi psicologica. Vanno poi in scena Tous les chemins mènent au ciel (1947), di ispirazione teologica, e Le Roi lépreu (1951), sulle Crociate - quest'ultima, è stato notato, ha diverse somiglianze per lo stile con le opere di Luigi Pirandello, scomparso nel 1936.
Nei suoi primi saggi si occupa soprattutto di teatro, cercando di trovare un punto di continuità tra la tradizione teatrale fiamminga e le nuove proposte che proprio in quel periodo vanno formandosi - si pensi a Pirandello e a Beckett; così ad esempio in Soixante ans de théâtre belge (Sessant'anni di teatro belga). Individua nella trascendenza, nella metamorfosi - evidente influenza kafkiana - e nella distruzione i temi fondanti del teatro del XX secolo, proponendo questa sua visione nel saggio Le Couple (1963): al centro di tutto sta la filosofia, base fondante di tutte le arti. Propone poi una nuova visione della donna e della vita coniugale, basandosi sulle opere antiche e sulla concezione omosessuale nell'antica Grecia: è molto critica nei confronti di Jean-Paul Sartre e Simone de Beauvoir - due dei cardini della cultura europea del XX secolo - al riguardo, come testimoniano i saggi À propos de Sartre et de l'amour (1967) e Le Malentendu du Deuxième Sexe (1969).
Nel 1954 scrive un saggio in particolare, Journal de l'analogiste, sulla poesia, che inizialmente non riscuote il successo sperato. Julien Gracq, il noto scrittore francese, tuttavia nel 1979 si propone di curare una nuova introduzione per facilitarne la ristampa in Francia, poiché lo considerava una splendida introduzione alla poesia.
Quanto alla prosa, scrive due romanzi - Le Divertissement portugais e La Confession anonyme, entrambi datati 1960 - e due autobiografie - Une Enfance gantoise (1976) (Prix Saint-Simon) e À la recherche d'une enfance (1979) -, quando ormai sente la sua vita andare verso la conclusione naturale, che lei stessa auspicava per il Teatro. Il noto regista belga André Delvaux ha proposto la Recherche in una transizione cinematografica che, a detta della stessa autrice, è ben riuscita, Benvenuta; il film, girato a Gand e a Napoli con la partecipazione di attori e sceneggiatori belgi, francesi e italiani, preme soprattutto sulla concezione neoplatonica dell'amore a partire dall'esperienza della persona stessa.